# Limerodops subsericans
Limerodops subsericans är en stekelart som först beskrevs av Johann Ludwig Christian Gravenhorst 1820.  Limerodops subsericans ingår i släktet Limerodops och familjen brokparasitsteklar. Arten är reproducerande i Sverige. Inga underarter finns listade i Catalogue of Life.